# Xosé Neira Vilas

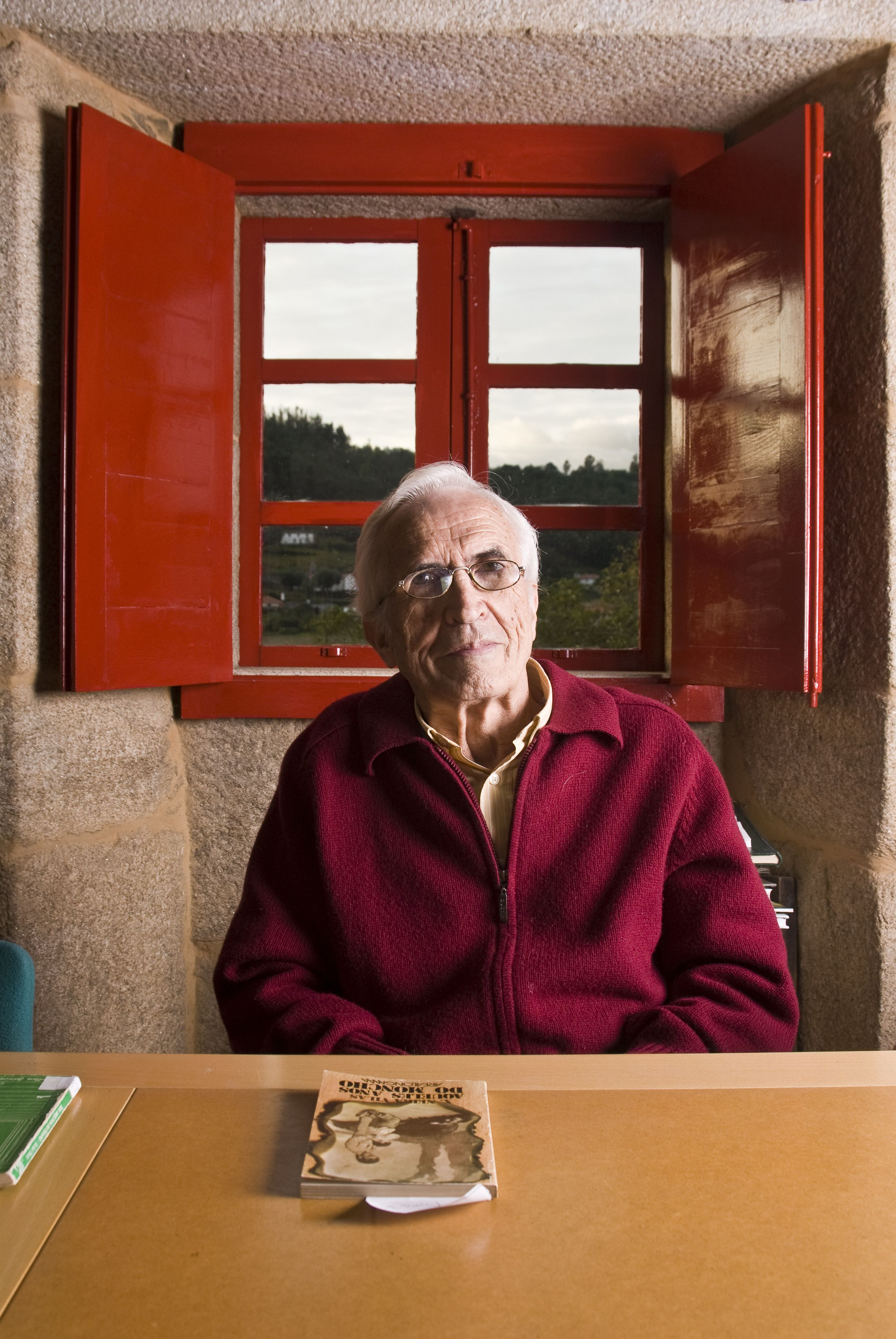
Xosé Neira Vilas.

Xosé Neira Vilas (Gres, Vila de Cruces, Pontevedra, 2 de novembre de 1928 - Gres, 27 de novembre de 2015) fou un narrador, assagista, periodista i poeta en gallec. Va emigrar a Buenos Aires el 1949. Allí alternà el treball amb la formació autodidàcta, mantenint els seus vincles amb Galícia en els centres de la col·lectivitat gallega emigrant. Es va casar amb l'escriptora cubana Anisia Miranda, filla de gallecs, i es va traslladar a Cuba, on va desenvolupar la seva labor literària. Després de trenta-un anys a l'illa, ja jubilats, van tornar a Galícia en 1994 per a viure a Gres, on van dirigir la Fundación Xosé Neira Vilas i van continuar amb la seva labor cultural i periodística. Fou membre numerari de la Reial Acadèmia Gallega, Doctor Honoris causa per les Universitats de La Corunya i L'Havana, Premi de la Crítica Espanyola (narrativa) i premi de la Crítica Gallega (assaig). Li van ser concedides les medalles Castelao, Pedrón de Honra i Celanova Casa dos Poetes.

## Obra narrativa
L'obra narrativa de Neira Vilas la podem situar dintre d'un realisme social crític en el qual les estructures i les forces socials actuen com determinants de les situacions. Galícia està presentin en la mirada de Neira Vilas i les seves experiències de la infància i joventut condicionen el seu testimoniatge. S'ajunten en les seves obres la preocupació social i el lliure desenvolupament de l'afectivitat, amb un llenguatge directe que busca la ràpida comunicació amb el lector. A continuació es comenten algunes d'elles.
Memorias dun neno labrego (1961). És una novel·la autobiogràfica d'estructura molt senzilla que, amb un llenguatge de gran eficàcia narrativa, aprofundeix en la realitat de la Terra, en el subdesenvolupament d'un grup de gents del llogarret. L'autor conta des de l'òptica d'un nen -Balbino, personificació del mateix novel·lista- la vida d'un nen submergit en un món tancat, en un llogaret de l'interior de Galícia, fins que es veu obligat a emigrar. Aquesta novel·la constitueix una fita en la literatura gallega de postguerra a causa del seu èxit i impacte popular.
Xente no rodicio (1965). És una col·lecció de relats en els quals l'autor segueix amb l'exploració de la vida camperol. Ens introdueix en el món marginal de les tragèdies aldeanes, amb les leiras recremades per la sequera, les collites perdudes, amb les gents famolencs i els nens treballant com homes.
Camiño bretemoso (1967) és una novel·la testimoniatge de l'home que emigra del llogaret de velles cases i duu una existència angoixant a Buenos Aires i en el sud argentí. El protagonista conta la seva odissea plena d'angoixa, tristesa, aïllament i inhibició. El relat podria ser un monòleg, però està dirigit a un supòsit oïdor, que escolta, riu i intervé amb algunes paraules que no apareixen registrades en el relat. En la mateixa dimensió, enfrontant el tema de l'emigració estan els contes de Historias de emigrantes (1968). Les situacions marginals del llogaret reviuen en els relats de A muller de ferro (1969) i el món de Balbino amb el mateix escenari i alguns personatges reapareix en Cartas a Lelo (1971).
Remuiño de sombras (1973) és una novel·la en la qual Neira Vilas empra una tècnica de collage (multiperspectivisme) per a donar-nos una visió completa de la complexa vida de l'emigració. El seu protagonista és col·lectiu: els emigrants gallecs maltractats per l'èxode i la història. En Aqueles anos do Moncho (1977), Neira Vilas reflecteix altres testimoniatges del llogaret llunyà, narrant esdeveniments del temps terrible de la guerra civil, en un escenari camperol, amb homes dominats per la por.
Nai (1980) conté una sèrie de records ordenades al voltant de la figura materna i que constituïxen un homenatge a totes les mares gallegues. Amado Tomás (1980) ens mostra la inquietant confessió en primera persona -com Balbino a les Memòries- de Sara, mestra de quaranta anys, en les terres de l'Ulla i del Deza- escenaris comuns a les narracions de Neira Vilas. Sara queda en el llogaret amb una fidelitat resignada mentre Tomás es veu obligat a emigrar a Amèrica. Es tracta d'una història amorosa trencada per l'emigració, per les estructures socioeconòmiques i pels successos polítics del passat. Dintre de la narrativa per a nens va publicar Espantallo amigo (1971), O cabaliño do buxo (1971) i A Marela Taravela (1974).